# 8367 Bokusui
8367 Bokusui è un asteroide della fascia principale. Scoperto nel 1990, presenta un'orbita caratterizzata da un semiasse maggiore pari a 2,2069405 UA e da un'eccentricità di 0,1297744, inclinata di 5,40812° rispetto all'eclittica.